# 绕口令
绕口令（又稱「拗口令」、「急口令」），是一種語言遊戲，是將聲調、韻母或聲母容易混淆的文字編成句子，唸起來有些拗口，而說快了容易發生錯誤。绕口令也是训练口才的一种方法，对有口吃的人特别有效，而在曲藝、戲曲界則是訓練咬字、矯正口音、練習各種聲調的基本功。